# Upper Austria Ladies Linz 2023
Upper Austria Ladies Linz 2023 byl tenisový turnaj hraný na ženském profesionálním okruhu WTA Tour v Design Center Linz, do něhož se vrátil poprvé od roku 2002. Třicátý druhý ročník Linz Open probíhal mezi 6. až 12. únorem 2023 v rakouském Linci. V roce 2022 se turnaj nekonal, když jej pořadatelé přesunuli z konce sezóny na únor, v němž se odehrával již v letech 1991 až 1998. Záměrem bylo opustit nevýhodný termín týdne před Turnajem mistryň, kdy tenistky byly již po sezóně unavené a ty nejlepší odpočívaly před závěrečnými událostmi.
Turnaj dotovaný 225 480 eury patřil do kategorie WTA 250. Nejvýše nasazenou singlistkou se stala sedmá tenistka světa Maria Sakkariová z Řecka, kterou v semifinále vyřadila Petra Martićová. Jako poslední přímá účastnice do dvouhry nastoupila 80. hráčka žebříčku Madison Brengleová ze Spojených států. V důsledku invaze Ruska na Ukrajinu na konci února 2022 řídící organizace tenisu ATP, WTA a ITF s grandslamy rozhodly, že ruští a běloruští tenisté mohli dále na okruzích startovat, ale do odvolání nikoli pod vlajkami Ruska a Běloruska.
Druhý singlový titul na okruhu WTA Tour vybojovala 21letá Anastasija Potapovová. Čtyřhru vyhrál gruzínsko-slovenský pár Natela Dzalamidzeová a Viktória Kužmová, jehož členky získaly první společnou trofej.

## Rozdělení bodů a finančních odměn

### Rozdělení bodů
| Soutěž  | Soutěž      | vítězky | finalistky | semifinalistky | čtvrtfinalistky | 16 v kole | 32 v kole | Q  | Q2 | Q1 |
| ------- | ----------- | ------- | ---------- | -------------- | --------------- | --------- | --------- | -- | -- | -- |
| dvouhra | [ 3 ] [ 8 ] | 280     | 180        | 110            | 60              | 30        | 1         | 18 | 12 | 1  |
| čtyřhra | [ 9 ]       | 280     | 180        | 110            | 60              | 1         | —         | —  | —  | —  |

### Finanční odměny
| Soutěž                                | Soutěž      | vítězky  | finalistky | semifinalistky | čtvrtfinalistky | 16 v kole | 32 v kole | Q2      | Q1      |
| ------------------------------------- | ----------- | -------- | ---------- | -------------- | --------------- | --------- | --------- | ------- | ------- |
| dvouhra                               | [ 3 ] [ 8 ] | 29 760 € | 17 590 €   | 9 810 €        | 5 580 €         | 3 410 €   | 2 438 €   | 1 804 € | 1 164 € |
| čtyřhra                               | [ 9 ]       | 10 820 € | 6 090 €    | 3 504 €        | 2 086 €         | 1 606 €   | —         | —       | —       |
| částka ve čtyřhrách je uvedena na pár |             |          |            |                |                 |           |           |         |         |

## Ženská dvouhra

### Nasazení
| Stát                          | Hráčka                   | WTA | Nasazení |
| ----------------------------- | ------------------------ | --- | -------- |
| Řecko                         | Maria Sakkariová         | 7.  | 1.       |
|                               | Jekatěrina Alexandrovová | 17. | 2.       |
| Rumunsko                      | Irina-Camelia Beguová    | 27. | 3.       |
| Ukrajina                      | Anhelina Kalininová      | 31. | 4.       |
| Chorvatsko                    | Donna Vekićová           | 33. | 5.       |
| Chorvatsko                    | Petra Martićová          | 36. | 6.       |
| USA                           | Bernarda Peraová         | 41. | 7.       |
|                               | Anastasija Potapovová    | 43. | 8.       |
| Žebříček WTA k 30. lednu 2023 |                          |     |          |

### Jiné formy účasti
Následující hráčky obdržely divokou kartu do hlavní soutěže:
- Julia Grabherová
- Sofia Keninová
- Eva Lysová

Následující hráčka nastoupila pod žebříčkovou ochranou: 
- Jaqueline Cristianová

Následující hráčky postoupily z kvalifikace:
- Marina Bassolsová Riberová
- Sara Erraniová
- Anna-Lena Friedsamová
- Dalma Gálfiová
- Rebeka Masárová
- Viktorija Tomovová

Následující hráčky postoupily z kvalifikace jako šťastné poražené:
- Varvara Gračovová
- Kamilla Rachimovová
- Clara Tausonová

### Odhlášení
před zahájením turnaje
- Elisabetta Cocciarettová → nahradila ji  Tamara Korpatschová
- Danka Kovinićová → nahradila ji   Kamilla Rachimovová
- Jasmine Paoliniová → nahradila ji  Alycia Parksová
- Kateřina Siniaková → nahradila ji  Clara Tausonová
- Patricia Maria Țigová → nahradila ji   Varvara Gračovová

## Ženská čtyřhra

### Nasazení
| Stát                                                                      | Hráčka               | Stát  | Hráčka               | WTA  | Nasazení |
| ------------------------------------------------------------------------- | -------------------- | ----- | -------------------- | ---- | -------- |
|                                                                           | Alexandra Panovová   | USA   | Alycia Parksová      | 117. | 1.       |
| Česko                                                                     | Anastasia Dețiuc     | Česko | Miriam Kolodziejová  | 135. | 2.       |
|                                                                           | Kamilla Rachimovová  |       | Jana Sizikovová      | 142. | 3.       |
| USA                                                                       | Kaitlyn Christianová | USA   | Sabrina Santamariová | 143. | 4.       |
| Žebříček WTA k 30. lednu 2023; číslo je součtem umístění obou členek páru |                      |       |                      |      |          |

### Jiné formy účasti
Následující páry obdržely do čtyřhry divokou kartu:
- Veronika Bokorová /  Alina Michalitschová
- Melanie Klaffnerová /  Sinja Krausová

Následující pár nastoupil pod žebříčkovou ochranou: 
- Andrea Gámizová /  Georgina Garcíaová Pérezová

### Odhlášení
před zahájením turnaje
- Monique Adamczaková /  Rosalie van der Hoeková → nahradily je  Jesika Malečková /  Rosalie van der Hoeková
- Alicia Barnettová /  Olivia Nichollsová → nahradily je  Andrea Gámizová /  Georgina Garcíaová Pérezová
- Anna Bondárová /  Kimberley Zimmermannová → nahradily je  Bibiane Schoofsová /  Kimberley Zimmermannová
- Nadija Kičenoková /  Makoto Ninomijová → replacedd  by  Anna-Lena Friedsamová /  Nadija Kičenoková

## Přehled finále

### Ženská dvouhra
- Anastasija Potapovová vs.  Petra Martićová, 6–3, 6–1

### Ženská čtyřhra
- Natela Dzalamidzeová /  Viktória Kužmová vs.  Anna-Lena Friedsamová /  Nadija Kičenoková, 4–6, 7–5, [12–10]